# Vassilis Charalampopoulos
Vassilis Charalampopoulos (grego:Βασίλης Χαραλαμπόπουλος) (Marousi, 6 de janeiro de 1997) é um basquetebolista profissional grego que atualmente joga na HEBA Basket pelo PAOK BC. O atleta possui 2,04m e atua na posição Ala. 